# Chotek-kert

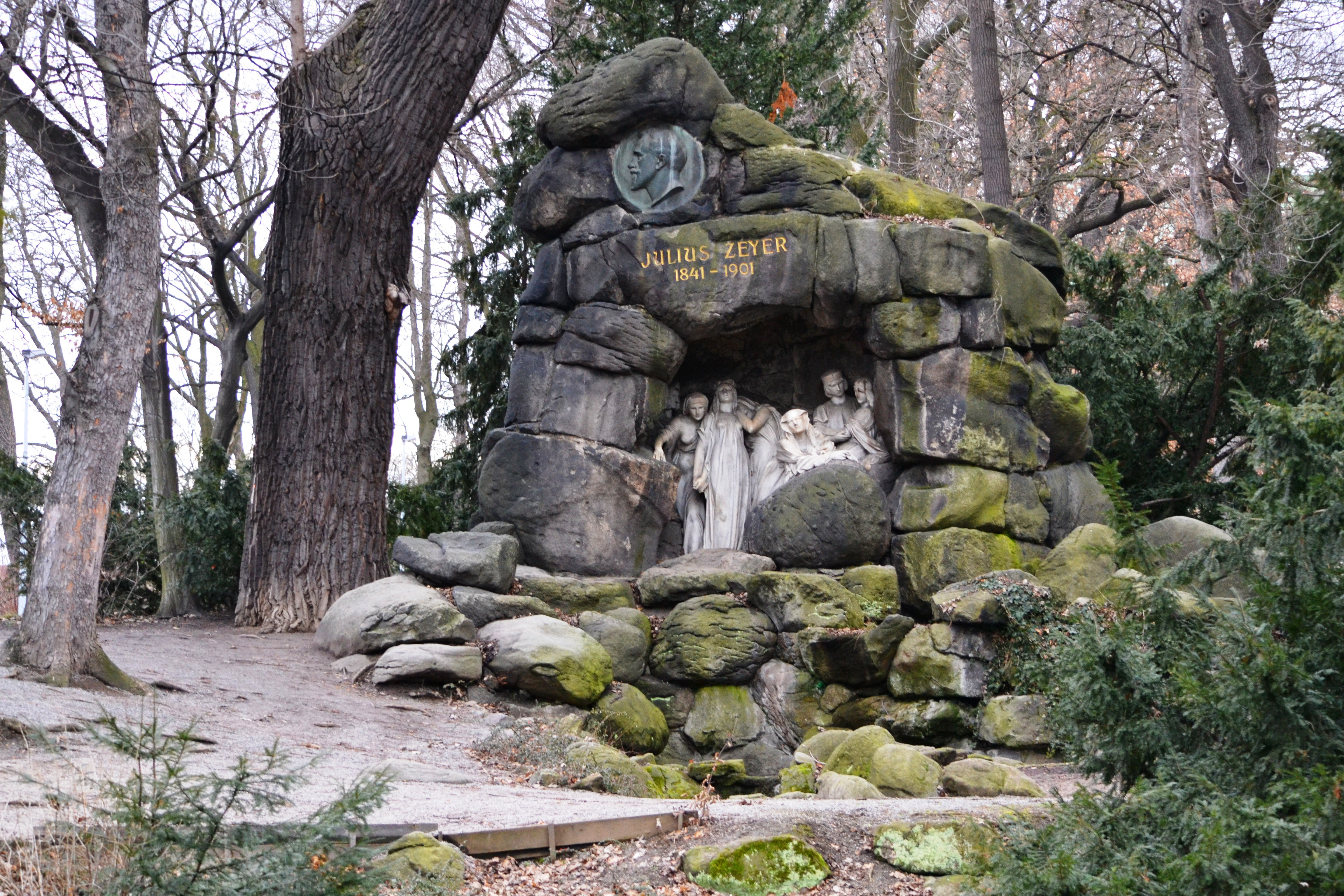
Julius Zeyer műbarlangja

A Chotek-kert (csehül: Chotkovy sady) a Királyi kertek keleti folytatása a prágai várat északról határoló Szarvas-árok bal partján. A két kertet a Nyári palota választja el egymástól. Főbejárata a Mária bástya útról nyílik.

## A kert története
Területén a középkorban még szőlők és kertek voltak, ám ezeket apránként a vár kiszolgáló létesítményei váltották fel; 1833-ban ezek közül a legnagyobb a faraktár volt.
Prága első nyilvános parkját 1832-ben alakíttatta ki Karel Chotek palotagróf, császári helytartó — eredeti neve Népkert (csehül: Lidová zahrada) volt. A 3,7 ha területű angolkertet a kis tóval Josef Fuchs tervezte (több mint 60 fafajjal), a gyakorlati munkát Jiří Baul főkertész irányította. Eredetileg Városi kertnek, illetve Népkertnek hívták, és 1841. november 4-én nevezték el ünnepélyesen alapítójáról. Ez volt Prága első olyan zöldterülete, amit kimondottan a polgárok kikapcsolódása, pihenése érdekében hoztak létre.
A prágai városi tanács 1859-ben vette át a park üzemeltetését. František Thomayer tájépítész a 19. század végén részlegesen rekonstruálta, egyúttal egy kutat is kiépített a park keleti részében. A részben aszfaltozott utacskák kerékpárral, kerekesszékkel is járhatók.
Az 1960-as években felépítettek egy gyaloghidat, ami a parkot kelet felé a Nyári kertekkel (csehül: Letenské sady) köti össze; a hidat Jaroslav Fragner építész tervezte. 1997 óta a kert közigazgatásilag a prágai várhoz tartozik, és a Királyi kertekkel közösen kezelik. 1998-ban a Fragner-féle gyaloghidat a Václav és Olga Havel Alapítvány pénzéből újra cserélték; ezt Bořek Šípek tervezte.

## A park
A parkban ma már csak mintegy 55-féle fa nő, egyebek közt tulipánfák, platánok, tölgyek és gyertyánok.
A František Thomayer által kiépített kút mögött 1913-ban avatták fel Julius Zeyer emlékművét: egy műbarlangot, amit az ismertebb verseinek szereplőit ábrázoló márványszobrok népesítenek be; fölöttük a költő arcmásával. Az emlékműnél és környékén a világítás meglehetősen gyenge. WC, ivóvíz nincs. Kutyával is látogatható. Keleti széléről nagyszerű kilátás nyílik a városra.
A parkban még egy szobor áll: Pomona (a római mitológiában a gyümölcsöskertek istennője) alakját — Břetislav Benda munkáját — 1960-ban helyezték itt el. A Chotek utcára nyíló kaput magas talapzaton álló cseh oroszlán őrzi; a bejárathoz közel áll az 1841-es névadás emlékműve Chotkova silnice - Chotkovy sady felirattal.